# Leucospermum cordifolium
Leucospermum cordifolium es una especie de arbusto   perteneciente a la familia  Proteaceae. Es originaria de Sudáfrica.

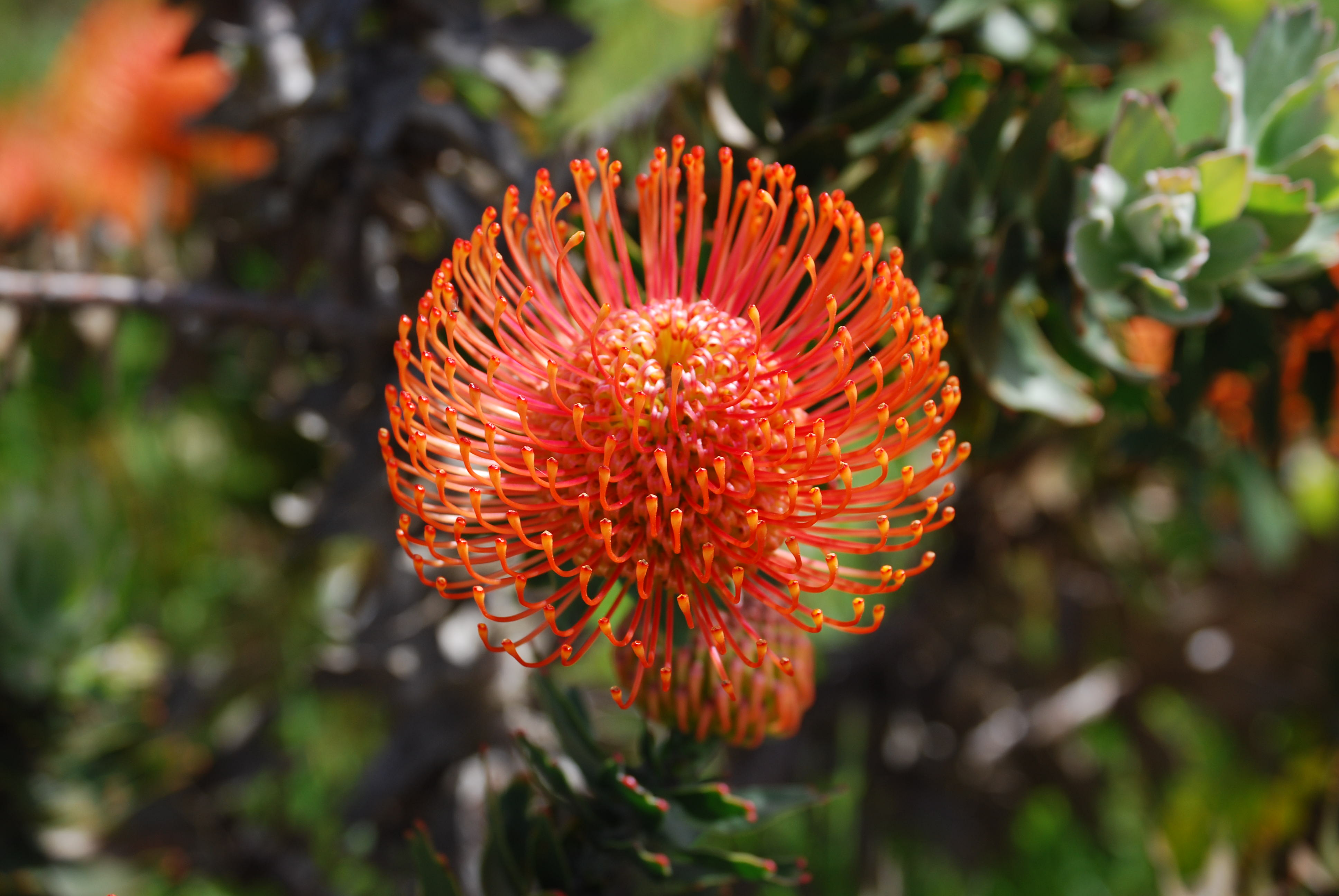
Flor

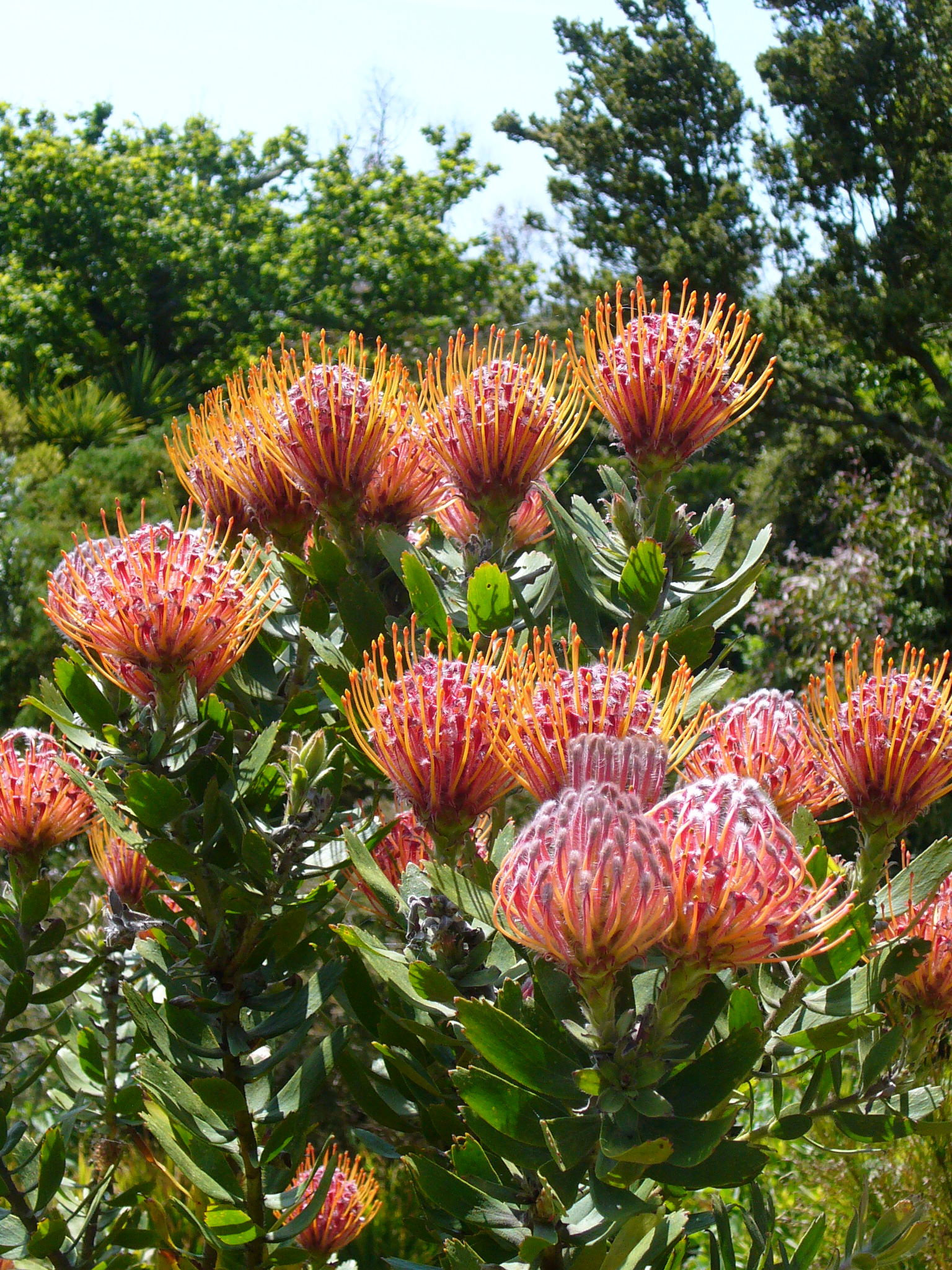
Inflorescencias

## Descripción
Leucospermum cordifolium es un arbusto redondeado  de hasta 2 m de diámetro y aproximadamente 1,5 m de altura, con un solo tallo principal y  tallos que se extienden horizontalmente, las hojas son verdes y duras. Tienen de 1 a 3 inflorescencias grandes que soportan en el extremo del tallo. Las inflorescencias constan de un gran número de flores pequeñas. Los estilos son rígidos y sobresalen de las flores. Sólo unas pocas nueces grandes y duras, con semillas son producidas por cada inflorescencia. En su ambiente natural las semillas son recolectadas por las hormigas, almacenadas en el suelo, y germinan sólo después de un incendio que haya causado la muerte de las plantas maduras y vuelven de nuevo a los nutrientes del suelo.

## Distribución y hábitat
Leucospermum crece en ácidos, suelos pobres en nutrientes en un área relativamente pequeña en el sur de la Provincia del Cabo Occidental, desde  Kogelberg a Soetanysberg cerca de Bredasdorp. Es parte del Reino Floral del Cabo y se produce sólo en la zona de lluvias invernales, con sus inviernos húmedos de mayo a septiembre y los veranos calurosos y secos de diciembre a finales de febrero. 

## Ecología
Una atracción adicional, durante el tiempo de floración, son las numerosas aves encontradas cerca de las plantas. En las primeras horas de la mañana el flujo abundante de néctar atrae a una gran variedad de pequeños insectos, que a su vez atraen a las aves de azúcar del Cabo y a tres especies de pájaros sol. Estos pájaros insectívoros consumen los pequeños insectos, así como el néctar, efectuando el proceso de transferencia de polen de una flor a otra. Las flores no son auto-polinizadas y dependen de los pequeños escarabajos y las aves para su polinización. Las aves están acostumbradas a los visitantes en los jardines y ofrecen grandes oportunidades de fotos cuando se alimentan de las flores.

## Taxonomía
Leucospermum cordifolium fue descrita por (Salisb. ex Knight) Fourc. y publicado en Transactions of the Royal Society of South Africa 21: 97. 1932.
Sinonimia
- Leucospermum mixtum E. Phillips
- Leucospermum nutans R. Br.[3]